# Stankovci
Stankovci su općina u Hrvatskoj.

## Zemljopis
Stankovci se nalaze na državnoj cesti Šibenik – Benkovac i u neposrednoj blizini autoceste Zagreb – Split. Općina jednim svojim dijelom izlazi na Vransko jezero.

## Stanovništvo
Prema popisu stanovništva iz 2011. općina je imala 2003 stanovnika, od čega je u naselju Stankovci živjelo 688 stanovnika.
Općina Stankovci je po popisu iz 2001. imala 2088 stanovnika. Najveće naselje su Stankovci sa 740 stanovnika. Prema etničkom sastavu bilo je 98,6 % Hrvata i 0,7 % Srba. Stanovništvo je i prije Domovinskog rata bilo pretežno hrvatsko, osim sela Morpolača u kojem su živjeli Srbi.

### Popis 1991.
ukupno: 2998
- Hrvati – 2542 (84,78 %)
- Srbi – 390 (13,00 %)
- ostali – 66 (2,20 %)

Po naseljenim mjestima:
- Banjevci – uk. 572, Hrvati – 564, ostali – 8
- Bila Vlaka – uk. 221, Hrvati – 220, ostali – 1
- Budak – uk. 537, Hrvati – 498, Srbi – 1, ostali – 38
- Crljenik – uk. 163, Hrvati – 163
- Morpolača – uk. 407, Srbi – 389, Hrvati – 14, ostali – 4
- Stankovci – uk. 955, Hrvati – 941, ostali – 14
- Velim – uk. 143, Hrvati – 142, ostali – 1

| broj stanovnika | 1353  | 1315  | 1751  | 1861  | 2178  | 2438  | 3169  | 3225  | 3561  | 3746  | 3736  | 3488  | 3131  | 2998  | 2088  | 2003  | 1831  |
|                 | 1857. | 1869. | 1880. | 1890. | 1900. | 1910. | 1921. | 1931. | 1948. | 1953. | 1961. | 1971. | 1981. | 1991. | 2001. | 2011. | 2021. |

| broj stanovnika | 687   | 779   | 678   | 780   | 854   | 990   | 1446  | 1597  | 1300  | 1347  | 1264  | 1182  | 1006  | 955   | 740   | 688   | 634   |
|                 | 1857. | 1869. | 1880. | 1890. | 1900. | 1910. | 1921. | 1931. | 1948. | 1953. | 1961. | 1971. | 1981. | 1991. | 2001. | 2011. | 2021. |

## Uprava
Općini pripadaju naselja Banjevci, Bila Vlaka, Budak, Crljenik, Morpolača, Stankovci i Velim.

## Povijest
Nedaleko od Stankovaca na arheološkomn nalazištu Veleštak pronađeno je neolitsko naselje koje je prema radiokarbonskom datiranju postojalo od 5000. do 4700 pr. Kr.
Stankovci su nastali u dolini podno utvrde Velim, poprišta teških borbi između Mlečana i Turaka u 16. i 17. stoljeću. Nakon konačnog protjerivanja Turaka, na teško stradalo područje se pod vodstvom franjevaca naseljava novo stanovništvo. 1747. godine u Stankovcima je uspostavljena katolička župa u sklopu Skradinske biskupije. Nakon ukidanja te crkvene jedinice, od 1828. stankovačko područje pripada Šibenskoj biskupiji. 
Posebna stankovačka općina postojala je sve do 1962. godine kada je ukinuta i priključena općini Benkovac. Obnovljena je 1993. godine u nešto manjem teritorijalnom opsegu.

## Gospodarstvo
- Gospodarska zona "Novi Stankovci" (otvorena 2005.)

## Poznate osobe
- Sveti Nikola Tavelić, prvi hrvatski svetac (1340. – 1391.)

## Spomenici i znamenitosti
- ostaci kaštela Budak (kula)
- srednjovjekovna crkva Svetog Ivana sa zvonikom – kulom u Banjevcima
- starohrvatska crkva Svetog Petra u Morpolači
- župna crkva Uznesenja Marijina u Stankovcima (1885. neoromanički stil)

## Obrazovanje
- Osnovna škola "Petar Zoranić" u Stankovcima s područnom školom u Banjevcima i Crljeniku

## Kultura
- Glazbeno društvo „Stankovci” (osnovano 1934.)
- KUD „Vinac” – njeguje orzanje (vrstu ojkanja)[7]
- Glazbena udruga „Melodija”

## Šport
- Nogometni klub "Croatia"
- Biciklistički klub "Aks"[8]
- Boćarski klub "Stankovci"
- Moto klub "Stankovci"
- Udruga konopaša "Ispaćeni"
- Malonogometni klub Dola Stankovci
- Pikado klub Stankovci[9]

## Vanjske poveznice
|  | Portal Hrvatske: pristup člancima s tematikom o Hrvatskoj |